# Khamis Al-Zahrani
Khamis Al-Zahrani (ur. 3 sierpnia 1976) – saudyjski piłkarz występujący podczas kariery na pozycji pomocnika.

## Kariera klubowa
Khamis Al-Zahrani podczas kariery występował w klubie Ittihad FC.

## Kariera reprezentacyjna
Khamis Al-Zahrani występował w reprezentacji Arabii Saudyjskiej w latach dziewięćdziesiątych. W 1996 uczestniczył w Pucharze Azji, który Arabia Saudyjska wygrała. W Pucharze Azji wystąpił w trzech meczach z Tajlandią, Irakiem i Chinami.
W 1997 uczestniczył w zakończonych awansem eliminacjach do Mistrzostw Świata 1998. W tym samym roku wystąpił w Pucharze Konfederacji. Na tym turnieju był rezerwowym i nie wystąpił w żadnym meczu.